# Đukan Đukanović
Đukan Đukanović (Valjevo, Serbia, 31 de octubre de 1992) es un jugador de baloncesto serbio, mide 183 cm y juega actualmente en la posición de base para el KK Ibar Rožaje de la Liga de Montenegro. Es primo del también baloncestista, Brano Đukanović.

## Trayectoria
El base serbio comenzó su carrera en KK Metalac Valjevo (2008 a 2014). Después jugó en la República Checa en las filas del BK Kolin (2014-2015) y en el KD Hopsi Polzela esloveno la temporada 2015-2016, equipos de la KLS League. La temporada 2016-2017 volvió al KK Metalac Valjevo.
La temporada 2017-2018, Djukanovic fue el jugador más valorado de la liga y durante la temporada 2018-2019, Djukanovic realiza una media por partido de 16'8 puntos 24'4 de valoración por encuentro.
En febrero de 2019, se compromete con el Força Lleida Club Esportiu de la LEB Oro hasta el final de la temporada, procedente del KK Metalac Valjevo (equipo de la KLS League, la máxima competición de la liga serbia), donde estuvo durante 9 años repartidos en dos etapas diferentes (2008-2014 y 2016-2019) .